# Acnodon
Acnodon là 1 chi của họ Serrasalmidae được tìm thấy ở Nam Mỹ, với 3 loài:
- Acnodon normani William Alonzo Gosline III, 1951 (sheep-pacu)
- Acnodon oligacanthus (Johannes Peter Müller & Franz Hermann Troschel, 1844)
- Acnodon senai Michel Jégu & Geraldo Mendes dos Santos, 1990